# ShareLaTeX
ShareLaTeX — інтернет-редактор LaTeX, який дозволяє в режимі реального часу та спільної роботи онлайн створювати проекти, які можна компілювати у формат PDF.
У порівнянні з іншими LaTex редакторами, ShareLaTeX має додаток-сервер, доступ до якого здійснюється через веббраузер. Редактор ShareLaTex публічно підтримується та доступний на офіційному сайті, а також цей редактор доступний у вигляді програмного забезпечення для запуску на персональному комп'ютері. ShareLaTeX доступний на умовах ліцензії з відкритим вихідним кодом.

## Особливості
Сайт є безкоштовним для використання (freemium), а також сайт безкоштовно створює сторінки користувачів. Версія з відкритим кодом ShareLaTeX включає в себе наступні можливості:
- приватні й державні проекти;
- співробітництво в реальному часі між приватними співробітниками;
- перевірка орфографії;
- компіляція в PDF одним кліком миші.

Додаткові платні функції:
- відстеження змін;
- синхронізація за допомогою Dropbox;
- синхронізація за допомогою GitHub.

## Технічна архітектура
ShareLaTeX використовує Node.js, написані в CoffeeScript з даними, що зберігаються в MongoDB і Redis.
ShareLaTeX можна інтегрувати з R. Для цього він інтегрований з пакетом Knitr.